# لارس-اریک موبرگ
لارس-اریک موبرگ (انگلیسی: Lars-Erik Moberg؛ زادهٔ ۷ اوت ۱۹۵۷) قایقران کایاک، و قایقران کانو اهل سوئد است.